# 科特非鯽
科特非鯽，為輻鰭魚綱鱸形目隆頭魚亞目慈鯛科的其中一種，被IUCN列為瀕危保育類動物，分布於非洲喀麥隆Barombi-ba-Kotto與Mboandong湖流域，體長可達15公分，棲息在中底層水域，生活習性不明。

## 擴展閱讀
維基物種上的相關：科特非鯽